# Paedophryne dekot
Paedophryne dekot (лат.) — мелкий вид лягушек из семейства Узкороты, или микроквакши (Microhylidae). Эндемики Папуа — Новой Гвинеи. Вместе с видами Paedophryne amauensis и Paedophryne verrucosa Kraus, 2011 признаны самыми маленькими в мире четвероногими (наземными позвоночными).

## Распространение
Папуа — Новая Гвинея: Binigun, западный склон горы Mt. Dayman, 9,7071°S, 149,2498°E, высота 900 м (Milne Bay Province).

## Описание
Длина двух пойманных самок составила 8,5—9,0 мм. Самцы не обнаружены. Окраска спины однородная, коричневая или красно-коричневая, с двумя большими дорсолатеральными черными пятнами треугольной формы с каждого бока. Брюхо серое с коричневыми пятнами. Ноги сравнительно длинные: отношение длины голени (от пятки до изгиба у места прикрепления к бедру) и тела (TL/SV) = 0,45—0,46.
Населяет подстилочный слой под пологом круто отлогого основного предгорного тропического леса. Навес в типичной местности был приблизительно 35 м высотой; подлесок плотен, с мхом на деревьях и земле.
Новый вид отличается от ранее описанных близких видов Paedophryne kathismaphlox Kraus, 2010 и Paedophryne oyatabu Kraus, 2010 более мелкими размерами и относительно более длинными ногами. Длина самок (SV) составляет 8,5—9,0 мм у P. dekot, 10,4—10,9 мм у P. kathismaphlox, 11,3 мм у P. oyatabu. Соотношение длин голеней и тела (TL/SV) у разных видов составляет: 0,45—0,46 — у P. dekot, 0,35—0,39 — у P. kathismaphlox, 0,40 — у P. oyatabu.

## Этимология
Новый вид был описан Фредом Крауссом (Fred Kraus) из Музея Бернис Бишоп в Гонолулу (Гавайи, США). Название «dekot» на языке наречия Daga означает «очень маленький». На этом языке говорят племена аборигенов в той местности, где были пойманы представители этого нового вида лягушек.